# Forever Young (album de Nana Mouskouri)
Pour les articles homonymes, voir Forever Young.
Albums de Nana Mouskouri
Nana and Friends : Rendez-vous
Forever Young est un album studio de reprises par la chanteuse grecque Nana Mouskouri, sorti début février 2018.
C'est le 134e album de la chanteuse, alors âgée de 83 ans.
Elle déclare sur son site web :
« Cet album, c'est mon histoire. Un hommage imaginé dans la plus profonde gratitude pour la musique, les chansons et les artistes qui m'ont tant inspirée au fil de mon chemin. Quelques artistes seulement bien sûr, tant d'autres auraient pu trouver leur place dans cette collection. Ces titres que j'ai choisis sont des sources multicolores issues de toutes les cultures que j'ai eu la chance, le bonheur et la gourmandise d'explorer. Des chansons qui m'ont permis de tant apprendre du monde et de la vie, elles m'ont donné la possibilité de me construire, de devenir chanteuse. Bien au-delà des registres ou des générations, et par-delà le temps qui passe. La musique est un lien magique et éternel, elle est mon ADN et mon bonheur. Elle est le lien qui nous unit si fort, vous et moi, depuis longtemps déjà. Depuis 60 ans. C'est une vie... Tous ces artistes auxquels, humblement, j'emprunte les chansons seront pour toujours, comme l'a écrit Dylan, Forever Young. »

## Liste des pistes
1. In the Ghetto (Elvis Presley)
2. Love Is a Losing Game (Amy Winehouse)
3. Sa jeunesse (Charles Aznavour)
4. Forever Young (Bob Dylan)
5. Lili Marleen (Lale Andersen, popularisé par Marlene Dietrich)
6. Hallelujah (Leonard Cohen)
7. Lonely Street (Carl Belew, popularisé par Andy Williams)
8. Lei Pikake (Hapa, groupe hawaïen)
9. (Everything I Do) I Do It for You (Bryan Adams)
10. Dis quand reviendras-tu ? (Barbara)
11. Hey Jude (The Beatles)
12. Durch die schweren Zeiten (Udo Lindenberg)
13. Jamaica Farewell (Harry Belafonte)
14. Salma Ya Salama (Dalida)
15. Wallflower (Doug Sahm)

## Collaborations
- Francois Bréant (arrangements)
- Philippe Pregno (saxophone, flûte, clarinette, harmonica)
- Jean-Philippe Roux (basse)
- Yannick Deborne (guitare)
- Jacky Tricoire (guitare)
- Jean-Philippe Batailley (batterie)
- Luciano di Napoli (piano, orgue, claviers, chef d'orchestre)
- Karim Medjebeur (piano, chef d'orchestre)
- Roland Romanelli (accordéon)